# Метлакатла (Аляска)
Метлакатла (англ. Metlakatla) — поселення на острові Аннетт. Адміністративно входить до складу неорганізованого боро штату Аляска (США). Населення — 1454 особи (2020).

## Географія
Метлакатла розташована за координатами 55°6′53″ пн. ш. 131°33′21″ зх. д. / 55.11472° пн. ш. 131.55583° зх. д. (55.114699, -131.555726).  За даними Бюро перепису населення США в 2010 році місцевість мала площу 6,02 км², з яких 5,97 км² — суходіл та 0,05 км² — водойми. Поселення включено до зони перепису населення Принца Уельського — Гайдеру.

### Клімат
Громада знаходиться у зоні, котра характеризується морським кліматом. Найтепліший місяць — липень із середньою температурою 13.3 °C (55.9 °F). Найхолодніший місяць — січень, із середньою температурою -20.4 °С (-4.7 °F).
| Клімат Метлакатли       | Клімат Метлакатли | Клімат Метлакатли | Клімат Метлакатли | Клімат Метлакатли | Клімат Метлакатли | Клімат Метлакатли | Клімат Метлакатли | Клімат Метлакатли | Клімат Метлакатли | Клімат Метлакатли | Клімат Метлакатли | Клімат Метлакатли | Клімат Метлакатли |
| Показник                | Січ.              | Лют.              | Бер.              | Квіт.             | Трав.             | Черв.             | Лип.              | Серп.             | Вер.              | Жовт.             | Лист.             | Груд.             | Рік               |
| Абсолютний максимум, °C | −4,1              | −2                | 2,5               | 9,5               | 16,6              | 20,8              | 23,7              | 22,9              | 14,9              | 5,3               | −1                | −5,9              | 23,7              |
| Середній максимум, °C   | −15,9             | −10               | −1,7              | 6,2               | 13,2              | 18,8              | 20,7              | 18,5              | 12,1              | 1,8               | −9,7              | −14,2             | 3,3               |
| Середня температура, °C | −20,4             | −16,2             | −9,7              | −0,9              | 5,9               | 11,1              | 13,3              | 10,9              | 5,3               | −3,2              | −14,2             | −18,5             | −3,1              |
| Середній мінімум, °C    | −24,8             | −22,5             | −17,7             | −8,1              | −1,3              | 3,4               | 5,8               | 3,4               | −1,4              | −8,2              | −18,7             | −22,8             | −9,4              |
| Абсолютний мінімум, °C  | −36,9             | −34,2             | −24,9             | −17,1             | −3,3              | 1,4               | 2,2               | −1,1              | −5,4              | −16,2             | −26,4             | −37,1             | −37,1             |
| Днів з опадами          | 18                | 19                | 19                | 18                | 16                | 15                | 15                | 15                | 18                | 24                | 22                | 22                | 221               |
| ----------------------- | ----------------- | ----------------- | ----------------- | ----------------- | ----------------- | ----------------- | ----------------- | ----------------- | ----------------- | ----------------- | ----------------- | ----------------- | ----------------- |
| Джерело: Weatherbase    |                   |                   |                   |                   |                   |                   |                   |                   |                   |                   |                   |                   |                   |

## Демографія
Згідно з переписом 2010 року, у переписній місцевості мешкало 1405 осіб у 493 домогосподарствах у складі 356 родин. Густота населення становила 233 особи/км².  Було 527 помешкань (88/км²).
Расовий склад населення:
| - 82,7 % — корінних американців - 10,0 % — білих - 0,7 % — вихідців з тихоокеанських островів - 0,4 % — чорних або афроамериканців - 0,1 % — азіатів |

До двох чи більше рас належало 5,9 %. Частка іспаномовних становила 1,9 % від усіх жителів.
За віковим діапазоном населення розподілялося таким чином: 28,3 % — особи молодші 18 років, 62,2 % — особи у віці 18—64 років, 9,5 % — особи у віці 65 років та старші. Медіана віку мешканця становила 35,7 року. На 100 осіб жіночої статі у переписній місцевості припадало 107,8 чоловіків;  на 100 жінок у віці від 18 років та старших — 112,0 чоловіків також старших 18 років.
Середній дохід на одне домашнє господарство  становив 71 196 доларів США (медіана — 49 924), а середній дохід на одну сім'ю — 75 799 доларів (медіана — 61 750). Медіана доходів становила 43 906 доларів для чоловіків та 37 404 долари для жінок. За межею бідності перебувало 12,0 % осіб, у тому числі 15,3 % дітей у віці до 18 років та 4,9 % осіб у віці 65 років та старших.
Цивільне працевлаштоване населення становило 643 особи. Основні галузі зайнятості: освіта, охорона здоров'я та соціальна допомога — 35,0 %, публічна адміністрація — 11,0 %, сільське господарство, лісництво, риболовля — 10,1 %, транспорт — 10,0 %.